# Melanomys
Melanomys és un gènere de rosegadors de la família dels cricètids. Les espècies d'aquest grup són oriündes de Centreamèrica i Sud-amèrica. Tenen el pelatge de color marró negrenc. Assoleixen una llargada de cap a gropa de 10–14 cm, una cua de 9–11 cm i un pes de 47–60 g. El nom genèric Melanomys significa ‘ratolí negre’ en llatí i es refereix al pelatge fosc d'aquests animals.